# Венаи
Венаи́, или Веннаи́, или Ваннаи́, или Ванаи́ (перс. ونايي‎) — небольшой город на западе Ирана, в провинции Лурестан. Входит в состав шахрестана Боруджерд. По данным переписи, на 2006 год население составляло 4 649 человек, живущих в 1,205 семьях.

## География
Город находится на севере Лурестана, в горной местности центрального Загроса, на высоте 1984 метров над уровнем моря.
Венаи расположен на расстоянии приблизительно 50 километров к северо-востоку от Хорремабада, административного центра провинции и на расстоянии 315 километров к юго-западу от Тегерана, столицы страны.